# Општина Гарбова (Алба)
Гарбова (рум. Gârbova) општина је у Румунији у округу Алба.
Општина се налази на надморској висини од 415 m.